# Een lach in het donker
Een lach in het donker (Russisch: Камера Обскура, Kamera Obskura) is een roman van de Russisch-Amerikaanse schrijver Vladimir Nabokov, verschenen in het Russisch in 1932-1933.  In 1936 verscheen een Engels vertaling onder de titel Camera Obscura, maar Nabokov was zo slecht te spreken over de kwaliteit ervan dat hij in 1938 zelf met een nieuwe vertaling kwam: Laughter in the Dark.

## Inhoud
Een lach in het donker begint als volgt: “Er was eens een man, Albinus genaamd, die in Duitsland woonde, in Berlijn. Hij was rijk, respectabel, gelukkig; op een dag liet hij zijn vrouw in de steek voor een jonge maîtresse; hij had lief, werd niet liefgehad ; en zijn leven eindigde rampzalig”.
In grote lijnen is dit het verhaal van het boek. Een getrouwde man van een jaar of veertig, Albinus dus, wordt verliefd op een veel jonger meisje, Margot (een thema dat later zou terugkeren in Nabokovs romans Lolita en Ada), die uiteindelijk echter vooral uit blijkt te zijn op zijn kapitaal. Samen met haar vroegere geliefde en toevallig ook goede kennis en zakenpartner van Albinus, smeedt ze sinistere plannetjes om hem dit afhandig te maken. Na een auto-ongeval wordt Albinus blind en neemt het oplichtersspelletje van de twee soms hilarische vormen aan. Als het bedrog uitkomt probeert de blinde Albinus Margot met een pistool te doden, maar uiteindelijk wordt hij zelf gedood.

## Duiding
Een lach in het donker is op verschillende niveaus te lezen. Op de eerste plaats is het een aangrijpende, spannende klassieke roman, waarbij het demonisch egoïstisch, eisende karakter van zijn geliefde voor Albinus pas zichtbaar wordt, wanneer hij écht (fysiek) blind is geworden.
Op de tweede plaats is het echter ook een humoristische, typisch Nabokoviaanse parodie op dit soort literaire werken, waarbij de schematische opzet er steeds duimendik bovenop ligt, als ware het een soort van stomme speelfilm. Typerend voor de ironie mag de laatste, ontkrachtende alinea heten, nadat Albinus op dramatische wijze door het pistoolschot is overleden: “Toneelaanwijzingen voor de laatste stille scene: deur: wijd open. Tafel: weggeduwd van de deur. Kleed: in een verstarde golf opbollend bij de tafelpoot…”. Enzovoort.

## Film
Een lach in het donker werd in 1969 verfilmd. Aanvankelijk zou Richard Burton de hoofdrol spelen, maar nadat deze wegens dronkenschap was ontslagen werd hij vervangen door. Nicol Williamson. Anna Karina speelde de rol van Margot.

## Kritieken
- (en) “Camera Obscura and Laughter in the Dark, or The Confusion of Texts”, door Christine Raguet-Bouvard
- (en)  “Nabokov's Poetics of Vision, or, What Anna Karenina is Doing in Kamera obskura” door Thomas Seifrid.